# Pulskodsmodulering

Sampling och kvantisering av en signal (röd) för 4-bit PCM

Pulskodsmodulering, PCM, (engelska: pulse code modulation), är en digital representation av en analog signal där omfattningen av signalen samplas i regelbundna intervaller och sedan översätts till symboler inom den digitala koden.
De analoga signalerna omvandlas till digitala i en så kallad sändare och signalen översätts sedan igen i en mottagare. 
Spänningen i varje sample beskrivs med 7 databitar (128 spänningsnivåer), det krävs också en databit utöver dessa sju, som används för polaritet, alltså plus eller minus. Dessa 128 nivåer är olika stora beroende på amplitud, mindre vid låg amplitud och större vid hög amplitud. Detta ger bra återgivning, även vid de svaga ljuden/signalerna.
Förutom ovan beskrivna 8 bitars upplösning förekommer normalt även 10, 12, 16, 24, 32 samt 64 bitars upplösning. Ju fler bitar, desto bättre signalbrusförhållande. Vanligast i dag[när?] är 16 och 24 bitars upplösning. 32 och 64 bitars upplösning gör inte någon hörbar skillnad men har andra tillämpningar, till exempel mättekniska.
Signalbrusförhållande är förhållandet mellan originalsignalen och den pulskodsmodulerade signalen. Generellt är alltså signalbrusförhållande förhållandet mellan den önskade återgivna signalen och det extra brus som genererats vid demodulering. Alla nivåer som förekommer mellan de nivåer som kan representeras av de tillgängliga spänningsnivåerna kommer att ha ett fel med storleken Uin - Usample. Ju fler bitar desto mindre avstånd mellan de tillgängliga spänningsnivåerna, och därmed blir felet mindre.
PCM används exempelvis inom digital telefoni och är även vanligt inom DAT- och CD-spelare. Ljudkorten i dagens datorer använder också PCM, vanligen med 16 och 24 bitars upplösning.